# Chinua Achebe
Chinua Achebe (født 16. november 1930, død 21. marts 2013 i Boston, USA) var en nigeriansk forfatter og digter.
Hans første roman Things Fall Apart (på dansk Alt falder fra hinanden) er nok den internationalt mest læste afrikanske roman, og Achebe blev da også ofte betegnet som faderen til den moderne afrikanske litteratur. Han vandt Man Booker International Prize i 2007 og var også flere gange på tale til Nobelprisen i litteratur, som han dog aldrig fik. Hans værker er oversat til mere end 50 sprog og har solgt i milliontal.
Achebe skildrede det afrikanske folks historie fra den førkoloniale periode til nutiden. I romaner som Alt falder fra hinanden (1958) og Arrow of God (1964) beskriver han det traditionelle stammesamfunds møde med den britiske kolonimagt. Andre af hans romaner som Trives ej længere her (1960) og En mand af folket (1966) foregår omkring 1960, hvor Nigeria opnåede selvstændighed, og drejer sig især om det politiske system og dets omfattende korruption. Achebe havde selv et indgående kendskab til systemet gennem sit politiske engagement i Nigeria.
Chinua Achebe støttede Biafra under borgerkrigen i Nigeria.
Achebe døde i 2013.